# Schizogenius ozarkensis
Schizogenius ozarkensis är en skalbaggsart som beskrevs av John Whitehead. Schizogenius ozarkensis ingår i släktet Schizogenius och familjen jordlöpare. Inga underarter finns listade i Catalogue of Life.